# Michalovce
Michalovce (in ungherese Nagymihály, in tedesco Großmichel) è una città della Slovacchia, capoluogo del distretto omonimo, nella regione di Košice.
Ha dato i natali al poeta e presbitero Gorazd Zvonický (1913-1995).
A tre chilometri dalla città si trova il grande lago artificiale di Zemplínska šírava, meta turistica.